# Random 1-8
Random 1-8 – EP angielskiego zespołu rockowego Muse, wydane jedynie w Japonii 4 października 2000 roku. Zawiera kilka b-side'ów, utworów koncertowych oraz remiksów.
Na końcu ostatniej piosenki, "Do We Need This?", znajdują się trzy hidden tracki, wszystkie to zremiksowane wersje "Sunburn", singla z albumu Showbiz.
Trzy nagrania z minialbumu - "Forced In", "Agitated" i "Yes Please" - znalazły się na kompilacji Muse z 2002 roku, Hullabaloo.

## Lista utworów
1. "Host"
2. "Coma"
3. "Pink Ego Box"
4. "Forced In"
5. "Agitated"
6. "Yes Please"
7. "Fillip (live)"
8. "Do We Need This? (live)"
  - "Sunburn" (Timo Maas Sunstroke Mix)" (Hidden track)
  - "Sunburn (Timo Maas Breakz Again Mix)" (Hidden track)
  - "Sunburn (Steven McCreery Remix)" (Hidden track)